# Kōsuke Fujishima
Kōsuke Fujishima (藤島 康介 Fujishima Kōsuke?) (nacido el 7 de julio de 1964 en Chiba, Japón) es un mangaka reconocido mundialmente por sus dos obras You're Under Arrest y Ah! My Goddess.

## Biografía
Fujishima después de finalizar la secundaria. Empezó como editor de una revista llamado Puff Magazine, pero su primer trabajo en el mundo del Manga fue asistente de Tatsuya Egawa autor de Goldenboy y su trabajo de debut fue Making Be Free!, serializada en 1984 por la revista Morning. En 1986 empezó su debut como Mangaka profesional que fue You're Under Arrest (Taiho Shichauzo) publicado en la revista Morning: Especial Party y que tuvo su primer gran éxito en el mundo del Manga. Se hizo un OVA de cuatro capítulos a mediados de los años 90s y varias temporadas de la serie en formato Anime años después y una película.
En 1988 realizaría la que hasta el momento es su meor obra y de mayor éxito, Ah! My Goddess, obra que ha sido galardonada en la categoría "General" de la 33º entrega de los Kodansha Manga Award. En 1994 se hizo un OVA de cinco capítulos de la serie y varias temporadas más, novela ligera y una película.
Fujishima es un gran aficionado de la mecánica y del motociclismo. Así mismo, ha realizado diseños para el anime Villgust y KO Seiki Beast Sanjuushi, y dibujos para la novela Yumina Senki. También ha sido diseñador de personajes del videojuego Sakura Taisen
(Sakura Wars), un conocido juego de rol para la consola Sega Saturn. Otra de sus obras es el videojuego de RPG para SNES Tales of Phantasia. También ha colaborado en el videojuego Gungrave, junto con Yasuhiro Nightow, donde creó todos los vehículos y aparatos mecánicos.
En 2014. al finalizar su obra Ah! My Goddess Kosuke Fujishima retoma el Manga Paradise Residence que había dejado de lado hace siete años atrás, publicado por Kodansha en la revista good! Afternoon. El manga fue dado por finalizado en 2016, consta de tres volúmenes en Japón.
En 2016, Fujishima, de 51 años, contrajo matrimonio con la joven Nekomu Otogi (御伽ねこむ, Otogi Nekomu), de 20, quién era una ex cosplayer japonesa. La noticia de su boda la anunció mediante su cuenta de Twitter. El 26 de julio del mismo año, Otogi dio a luz a un niño, el primer hijo de Fujishima. Tras el alumbramiento, se retiró de su carrera como modelo cosplayer para dedicarse a la crianza del niño.
Actualmente Kosuke está publicando su manga Toppu GP en la revista Afternoon Monthly.

## Obras
- You're Under Arrest - autor / ilustrador (1986–1992)
- Ah! My Goddess - autor / ilustrador (1988–2014)
- Kōryū Densetsu Villgust - diseñador de personajes (1992)
- Sakura Taisen - autor / ilustrador (1996)
- The Mini Goddess (1998)
- You're Under Arrest - la película (1999)
- éX-Driver - autor / ilustrador (2000)
- Gungrave - diseñador mecánico (2002)
- Piano: The Melody of a Young Girl's Heart - diseñador de personajes (2002)
- Paradise Residence - Autor / ilustrador (2008–2016)
- Toppu GP - Autor / ilustrador (2016–presente)

## Saga Tales
Está involucrado en la franquicia de juegos como diseñador de personajes
- Tales of Phantasia
- Tales of Symphonia
- Tales of Phantasia: Narikiri Dungeon
- Tales of the Abyss
- Tales of Vesperia
- Tales of Xillia con Mutsumi Inomata
- Tales of Zestiria con Mutsumi Inomata, Daigo Okumura y Minoru Iwamoto